# Bergtaube
Die Bergtaube oder Rote Erdtaube (Geotrygon montana) ist eine Art der Taubenvögel. Sie kommt von Mittel- bis Südamerika vor. Sie wird von der IUCN als nicht gefährdet eingestuft und ist in Teilen ihres Verbreitungsgebietes eine häufige Taubenart.

## Erscheinungsbild
Die Bergtaube  erreicht je nach Unterart eine Körpergröße von bis zu 28 Zentimetern. Die Gestalt ist erdtaubentypisch kompakt mit einem kurzen Schwanz. Der Kopf ist braun, der Vorderkopf sehr flach. Ausgehend von der Schnabelbasis verläuft unterhalb des Auges ein blass gelbbrauner Streif. Ein zweiter Streif verläuft über das Auge. Der hintere Hals, der Mantel, Rücken und die Flügeldecken sind kräftig rotbraun mit einem purpurroten Glanz. Brust, Bauch und Unterschwanzdecken sind heller und eher gelblichbraun. Der Schnabel ist rötlich und wird zur Spitze hin dunkler. Die Iris ist gelb bis orange. Die unbefiederten Augenringe sind rot. Die Füße sind rötlich. Bei Männchen ist die Gesichtsfärbung etwas intensiver. Die Weibchen sind auf der Körperoberseite dunkler und schillern grünlicher.

## Verbreitung und Lebensraum
Die Bergtaube hat ein sehr großes Verbreitungsgebiet, das sich mit denen der meisten anderen Arten der Amerikanischen Erdtauben überlappt. Das Verbreitungsgebiet der Bergtaube reicht von Mexiko über Mittelamerika bis nach Bolivien, Paraguay und in den Norden Argentiniens. Es werden außerdem die meisten der karibischen Inseln besiedelt. Sie fehlt allerdings auf den Bahamas.
Ihr Lebensraum sind tropische Primär- und Sekundärwälder. Ihre Höhenverbreitung ist abhängig vom jeweiligen Verbreitungsgebiet. Sie hält sich in der Regel in einer Höhe von etwa 600 Meter über NN auf. In Kolumbien besiedelt sie jedoch auch feuchte subtropische Wälder bis zu 2.600 Höhenmeter. Der Lebensraum muss dichtes Unterholz und ausreichend abgestorbene Blätter auf dem Erdboden aufweisen. Sie toleriert aber einen selektiven Holzeinschlag und besiedelt auch aufgegebene Plantagen, auf denen sich dichtes Unterholz gebildet hat. Sie ist in Teilen ihres Verbreitungsgebietes nomadisch und weist saisonale Wanderungen auf. Aus diesem Grund kann die regionale Bestandsdichte erheblich schwanken.

## Verhalten
Die Bergtaube ist eine verhältnismäßig scheue und unauffällige Taubenart, die meist einzeln oder in Paaren beobachtet wird. Sie fliegt nur selten auf. Ihre Nahrung sucht sie zwischen den abgestorbenen Blättern, die auf dem Boden liegen. Ihr Nahrungsspektrum setzt sich aus Samen, kleinen Früchten, Würmern, Insekten und deren Larven sowie Käfern und Schnecken zusammen. Die Fortpflanzungszeit variiert in Abhängigkeit ihres Verbreitungsgebietes. Auf Trinidad brütet sie beispielsweise im Zeitraum Februar bis Juli, in Peru und Bolivien dagegen von August bis Dezember.
Während der Balz verfolgt das Männchen das Weibchen in gespannter Körperhaltung. Er spreizt dabei die Unterschwanz-Deckfedern und die Schwanzfedern seitlich ab. Unmittelbar vor der Paarung stößt das Männchen den Kopf ruckartig senkrecht nach oben und zieht ihn schnell wieder nach unten. Flügelzucken oder ein Ausbreiten und Anheben der Flügel sind Verhaltenselemente, wenn das Männchen dem Weibchen geeignete Nistplätze weist.
Das Nest ist eine lose Plattform, bestehend aus einigen Zweigen und ausgelegt mit kleinen Wurzeln und abgestorbenen Blättern. Es befindet sich auf toten Baumstümpfen, auf waagerechten Ästen, zwischen Schlingpflanzen oder im Unterholz und wird in der Regel anderthalb Meter über dem Erdboden errichtet. Das Gelege besteht aus einem bis zwei Eiern. Die Brutzeit dauert 10 bis elf Tage. Die Jungvögel sind nach 10 Tagen flügge. Dies ist eine für einen Vogel dieser Größe sehr kurze Reproduktionszeit. An der Aufzucht der Jungvögel sind beide Elternvögel beteiligt.

## Unterarten
Es sind zwei Unterarten bekannt:
- Geotrygon montana martinica (Linnaeus, 1766)[8] ist auf den Kleinen Antillen verbreitet.
- Geotrygon montana montana (Linnaeus, 1758)[9] kommt von Mexiko bis ins nordöstliche Argentinien, den Großen Antillen und auf Trinidad vor.

## Etymologie und Forschungsgeschichte
Die Erstbeschreibung der Bergtaube erfolgte 1758 durch Carl von Linné unter dem wissenschaftlichen Namen Columba montana. Als Verbreitungsgebiet gab er Jamaika an. 1847 führte Philip Henry Gosse die für die Wissenschaft neue Gattung Geotrygon für die Bergtaube und die Kurzschopftaube (Geotrygon versicolor (Lafresnaye, 1846), Syn. Geotrygon sylvatica Gosse, 1847) ein. Dieser Begriff leitet sich von γεω, γη geō-, gē für Boden, Erde und τρυγων, τρυγονος trygōn, trygonos für Taube ab. Der Artname montana hat seinen Ursprung in lateinisch montanus, mons, montis ‚von den Bergen, Berge‘. Martinica bezieht sich auf Martinique. Alfred Laubmann berichtete nur von einem Weibchen, welches Eugen Josef Robert Schuhmacher (1906–1973) in Independencia gesammelt hatte. Ansonsten nannte er nur Arnaldo de Winkelried Bertoni als Quelle für Paraguay, der diese 1914 auch für das Departamento Alto Paraná. Bertoni bezog sich 1901 wiederum auf Paloma de la roxa y amarilla von Félix de Azara.

## Haltung in menschlicher Obhut
Bergtauben wurden erstmals im Jahre 1860 im Londoner Zoo gezeigt. Nach Deutschland wurden sie 1886 in größerer Anzahl eingeführt. Sie gilt als sehr zutrauliche Taube mit einem friedlichen Verhalten, die sich sehr gut in einer Gesellschaftshaltung pflegen lässt. Da sie ein Bewohner tropischer Regenwälder ist, benötigt sie jedoch viel Wärme und ist im Winter auf einen geheizten Schutzraum angewiesen.